# Lee Ingleby
Lee Ingleby (* 28. Januar 1976 in Burnley, Lancashire, Vereinigtes Königreich) ist ein britischer Film- und Theaterschauspieler.

## Leben
Der 1976 in Burnley geborene Ingleby wuchs in Mansfield Crescent, Brierfield, auf.
Nach kleineren Rollen in Fernsehproduktionen übernahm er 2000 eine tragende Rolle in der Miniserie Nature Boy. Es folgten Nebenrollen in Spielfilmen wie Master & Commander – Bis ans Ende der Welt, Harry Potter und der Gefangene von Askaban und Shadow of the Sword – Der Henker. Von 2007 bis 2017 spielte Ingleby in der Fernsehserie George Gently – Der Unbestechliche die Rolle des John Bacchus. 2009 war er in der britischen Zombie-Komödie Doghouse von Jake West zu sehen.

## Filmografie (Auswahl)
- 1997: Soldier Soldier (Fernsehserie, acht Folgen)
- 1998: Auf immer und ewig (Ever After: A Cinderella Story)
- 1999: Junk (Fernsehfilm)
- 1999: Dunkle Kammern (The Dark Room, Fernsehfilm)
- 2000: Nature Boy (Miniserie)
- 2000: Borstal Boy
- 2001: The Life and Adventures of Nicholas Nickleby (Fernsehfilm)
- 2003: Master & Commander – Bis ans Ende der Welt (Master and Commander: The Far Side of the World)
- 2003: Der mysteriöse Passagier (Impact, Fernsehfilm)
- 2004: Harry Potter und der Gefangene von Askaban (Harry Potter and the Prisoner of Azkaban)
- 2004: Haven
- 2005: Hustle – Unehrlich währt am längsten (Hustle, Fernsehserie, eine Folge)
- 2005: Shadow of the Sword – Der Henker (The Headsman)
- 2006: The Street (Fernsehserie, sechs Folgen)
- 2006: The Wind in the Willows (Fernsehfilm)
- 2007: Agatha Christie’s Marple (Fernsehserie, Folge Nemesis)
- 2007: Die letzte Legion (The Last Legion)
- 2007: The Worst Journey in the World (Fernsehfilm)
- 2007–2017: George Gently – Der Unbestechliche (George Gently, Fernsehserie, 25 Folgen)
- 2008: Ein Ort für die Ewigkeit (Place of Execution, Fernsehserie, drei Folgen)
- 2009: Post-It Love
- 2009: Doghouse
- 2009: Furnace Four
- 2010: The First Men in the Moon (Fernsehfilm)
- 2011: Luther (Fernsehserie, zwei Folgen)
- 2011: Being Human (Fernsehserie, eine Folge)
- 2012: White Heat (Fernsehserie, sechs Folgen)
- 2014: Der Pathologe – Mörderisches Dublin (Quirke, Miniserie, 1 Folge)
- 2015: Last Knights – Die Ritter des 7. Ordens (Last Knights)
- 2016–2020: The A Word (Fernsehserie)
- 2016: The Five (Fernsehserie)
- 2017: Line of Duty (Fernsehserie, 6 Folgen)
- 2018: Innocent (Miniserie)
- 2019–2020: Criminal (Internetserie, 7 Folgen)
- 2022: The Lost King
- 2022: Crossfire – Tod in der Sonne (Crossfire)

## Theaterrollen (Auswahl)
- 2018: Consent: Tim, Harold Pinter Theatre, London[2]